# Epitaph für Abraham Pfundtmer

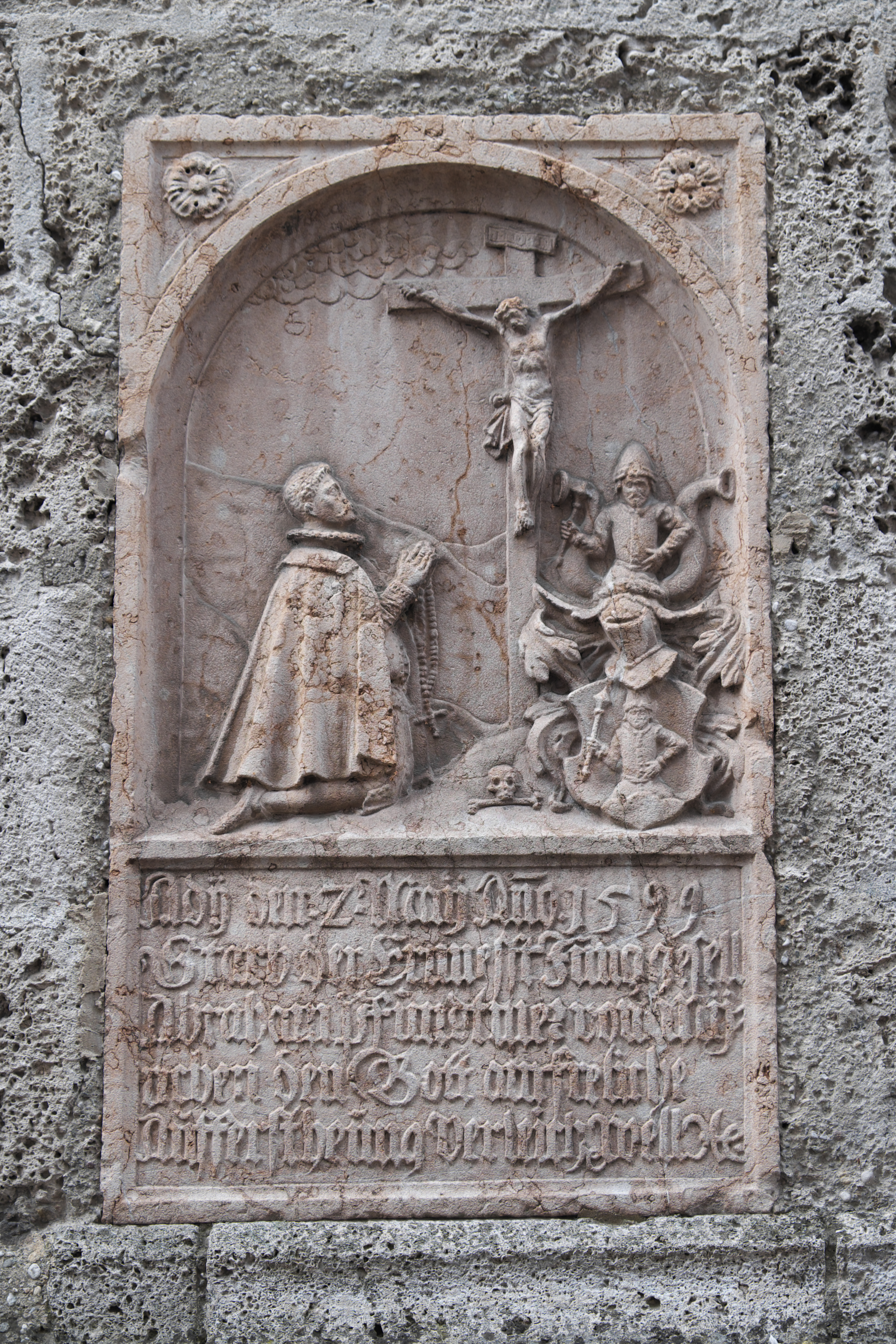
Epitaph für Abraham Pfundtmer

Das Epitaph für Abraham Pfundtmer an der Südseite der katholischen Pfarrkirche St. Jakob in Wasserburg am Inn, einer Stadt im oberbayerischen Landkreis Rosenheim, wurde 1599 geschaffen.

## Beschreibung
Das 90 cm hohe und 53 cm breite Epitaph aus Rotmarmor für Abraham Pfundtmer († 2. Mai 1599) stellt unter einem Rundbogen den Verstorbenen vor einem Kreuz kniend dar, im Hintergrund ist eine Landschaft zu sehen. An der rechten Seite des Kreuzes ist das Wappen des Verstorbenen mit Helmzier dargestellt. Die Zwickel am oberen Abschluss sind mit Blütenrosetten geschmückt.  
Die Inschrift in einem schmucklosen Rechteck lautet:
Adÿ den . 2 . Maÿ An̅o 1599

Starb der Ernuesst Junggesell

Abraham Pfu̅ndtmer von Mÿ =

nchen den Gott ain freliche

Au̅fferstheu̅ng verleiche well Xe 